# 源雄
源雄（?—?），表字世略，西平郡乐都县人，北魏、西魏、北周、隋朝官员。

## 生平
北魏隴西王源纂之子，源怀之孙。初任秘書郎，加征虜将軍之位。528年，其父源纂被爾朱氏殺害，源雄脱身逃走，改变姓名，西至長安。后来，宇文泰封他为隴西郡公。後源雄跟随北周周武帝讨伐北齐，因功績受位開府儀同三司，改封朔方郡公，担任冀州刺史。突厥侵犯北周北边，源雄担任平州刺史防備，担任检校徐州总管。
580年，楊堅担任北周丞相，尉迟迥之乱爆发。源雄家族当时在相州，尉迟迥写信拉拢源雄，源雄没有理睬。尉迟迥部将畢義緒据守蘭陵，席毗攻下昌慮、下邑。源雄派遣徐州刺史劉仁恩討伐畢義緒，儀同劉弘、李琰討伐席毗，全部获胜。
581年，南朝陳见北方动荡，派遣陳紀、蕭摩訶、任蛮奴、周羅睺、樊毅攻打江北地方。西自江陵，東至寿陽，很多人响应南陳，攻下城镇。源雄和隋朝吴州总管于顗、揚州总管賀若弼、黄州总管元景山击退陳軍，收回失地。東潼州刺史曹孝達作乱，源雄派兵袭击，将曹孝達斩杀。源雄進位上大将軍，担任徐州总管。後转任怀州刺史。587年八月，转任朔州总管。突厥时而入侵，源雄经常捕斬突厥軍将。
588年，隋朝征討南朝陳，源雄在秦王楊俊属下出信州道。589年，平定南陳，因功進位上柱国，再駐朔州。二年後，請求退休，隋文帝把他召還長安，后来他在家中去世，享年七十岁。

## 家庭

### 兄弟
- 源刚，东魏京畿府司马

### 子女
- 源崇（嗣爵，端氏县伯，大業年間担任尚書虞部郎，隋末之乱在北海战死）
- 源褒（安化县伯）
- 源伯仪，嫁隋朝云州总管、工部尚书、钜鹿郡开国公贺娄子干[2]

## 延伸阅读
[在维基数据编辑]
 《隋書·卷39》，出自魏徵《隋书》